# Justa Trama
Justa Trama é uma cadeia produtiva, processo que inicia no plantio do algodão agro-ecológico vai até a comercialização de peças de confecção produzidas com este insumo. . Ela garante hoje renda a mais de 700 envolvidos entre pequenos agricultores de algodão no Ceará, coletores de sementes em Rondônia, para botões ou biojóias, fiadoras e tecedoras em Minas e costureiras no restante da rede no Rio Grande do Sul e em Santa Catarina.   
De acordo com a diretora da Justa Trama, Nelsa Nespolo, os preços dos produtos são baixos pois tem que ser acessível para que quem produz os mesmos tenham condições financeiras de compra-los. 

## História
A Justa Trama nasceu a partir do sonho de alguns empreendedores de terem um produto próprio que desde o inicio fosse desenvolvido por trabalhadores solidários, fazendo diferença não só em relação ao modo de produção e valorização do trabalho, mas também na qualidade do produto e no cuidado com o meio ambiente. 
Como de inicio, a Justa Trama fez uma produção de bolsas para o Fórum Social Mundial de 2005, quando os empreendimentos da confecção desafiaram-se e adquiriram tecido de uma cooperativa de tecelagem, que, por sua vez, comprou o fio de outra cooperativa de fiação, fazendo, assim, acontecer uma nova economia. 
Ela trabalha com cinco estados, sendo eles Ceará, Mato Grosso do Sul, Minas Gerais, Santa Catarina, Rio Grande do Sul e Rondônia.  A Cooperativa Central Justa Trama é composta de várias outras Cooperativas ou ONGs, como por exemplo Univens-RS, Fio Nobre-SC, Coopstilus-SP.
O grande diferencial está exatamente na forma como a cadeia produtiva foi formada, desde o algodão que é plantado sem agrotóxicos, passando pela industrialização do fio e finalmente o produto final nas mãos de costureiras cooperativadas. 
O nome Justa Trama foi decidido após muitas reuniões com os integrantes da cooperativa, uma iniciativa inédita no país. A nome da marca deveria traduzir o espírito da proposta, baseado no respeito ao meio ambiente, a justa renda e consumo responsável. Além disso possui a ideia de seguir totalmente as tendencias de moda do mercado, tendo a ajuda de diversos estilistas. 

## Missão e Visão
A Justa Trama visa ter e tem uma renda justa para seus trabalhadores, isso só é possível porque ela tem ganhos de 50% a 100% acima do mercado.  . Visa também promover a economia solidária, a sustentabilidade, a agro-ecologia, consumo consciente e comercio justo. Como visão para o futuro ela pretende ser uma referencia nacional e internacional, como provedor do desenvolvimento local e sustentável, ambiental e social.

## Eventos a qual participou
No ano de 2014, a cooperativa participou de uma Feira de Economia Solidária da Universidade Feevale, onde oferece um espaço permanente de comercialização, consumo e formação em economia solidária, reunindo empreendimentos que atuam no ramo do artesanato e da alimentação.  Ela também participou de um evento na Itália, o CGIL (Central Geral dos trabalhadores da Itália).  E no ano de 2013 participou do 8º Congresso Brasileiro de Agroecologia, realizado em Porto Alegre (RS), o evento teve como assunto geral debater e promover o intercâmbio de experiências para a agricultura de base ecológica, o desenvolvimento.

## Certificados
A Cooperativa Central Justa Trama possui dois certificados, um deles é o IBD Certificações, que faz inspeções anualmente verificando a forma de plantio e manejo agro-ecológico. O outro certificado é o FLO (Fair Trade International) que ajuda os produtores a manterem o comercio justo, a partir acesso ao mercado para produtores marginalizados; capacitação e empoderamento dos produtores; e elevando a conscientização do consumidor. 

## Parceiros

### Nacionais
- PETROBRAS
- UNISOL BRASIL

Central de Cooperativas e Empreendimentos Solidários
- ESPLAR

Centro de Pesquisa e Assessoria
- FBB

Fundação Banco do Brasil
- FBES

Fórum Brasileiro de Economia Solidária
- FLD

Fundação Luterana de Diaconia 
- SENAES/MTE

Secretaria Nacional da Economia Solidária do Ministério do Trabalho e Emprego
- SEBRAE

Serviço Brasileiro de Apoio às Micro e Pequenas Empresas

### Internacionais
- GARRAF COOPERA

Asociasón de Cooperación Internacional GarrafCoopera
- CONOSUD

Associació de Cooperació Internacional Nord-Sud - Espanha  
- NEXUS - CGIL - Itália
- ISCOS CISL - Itália

Istituto Sindacale per la Cooperazione allo Sviluppo
- FAIR SOCIETA COOPERATIVA SOCIALE - Itália